# Комарів (Дністровський район)
Комарі́в — село в Україні, у Кельменецькій селищній громаді Дністровського району Чернівецької області.

## Історія
За даними на 1859 рік у власницькому селі Хотинського повіту Бессарабської губернії мешкало 1548 осіб (796 чоловічої статі та 752 — жіночої), налічувалось 303 дворових господарства, існувала православна церква.
Станом на 1886 рік у власницькому селі Романкоуцької волості, мешкало 1507 осіб, налічувалось 315 дворових господарств, існувала православна церква та 3 гончарних заводи.
З 1991 року в складі незалежної України.
В 2021 році шляхом об'єднання сільських рад, село увійшло до складу Кельменецької селищної громади.

## Населення
Згідно з переписом УРСР 1989 року чисельність наявного населення села становила 1966 осіб, з яких 868 чоловіків та 1098 жінок.
За переписом населення України 2001 року в селі мешкала 1801 особа.

### Мова
Розподіл населення за рідною мовою за даними перепису 2001 року:
| Мова       | Відсоток |
| ---------- | -------- |
| українська | 98,67 %  |
| російська  | 0,72 %   |
| молдовська | 0,44 %   |
| білоруська | 0,06 %   |
| румунська  | 0,06 %   |

## Пам'ятки

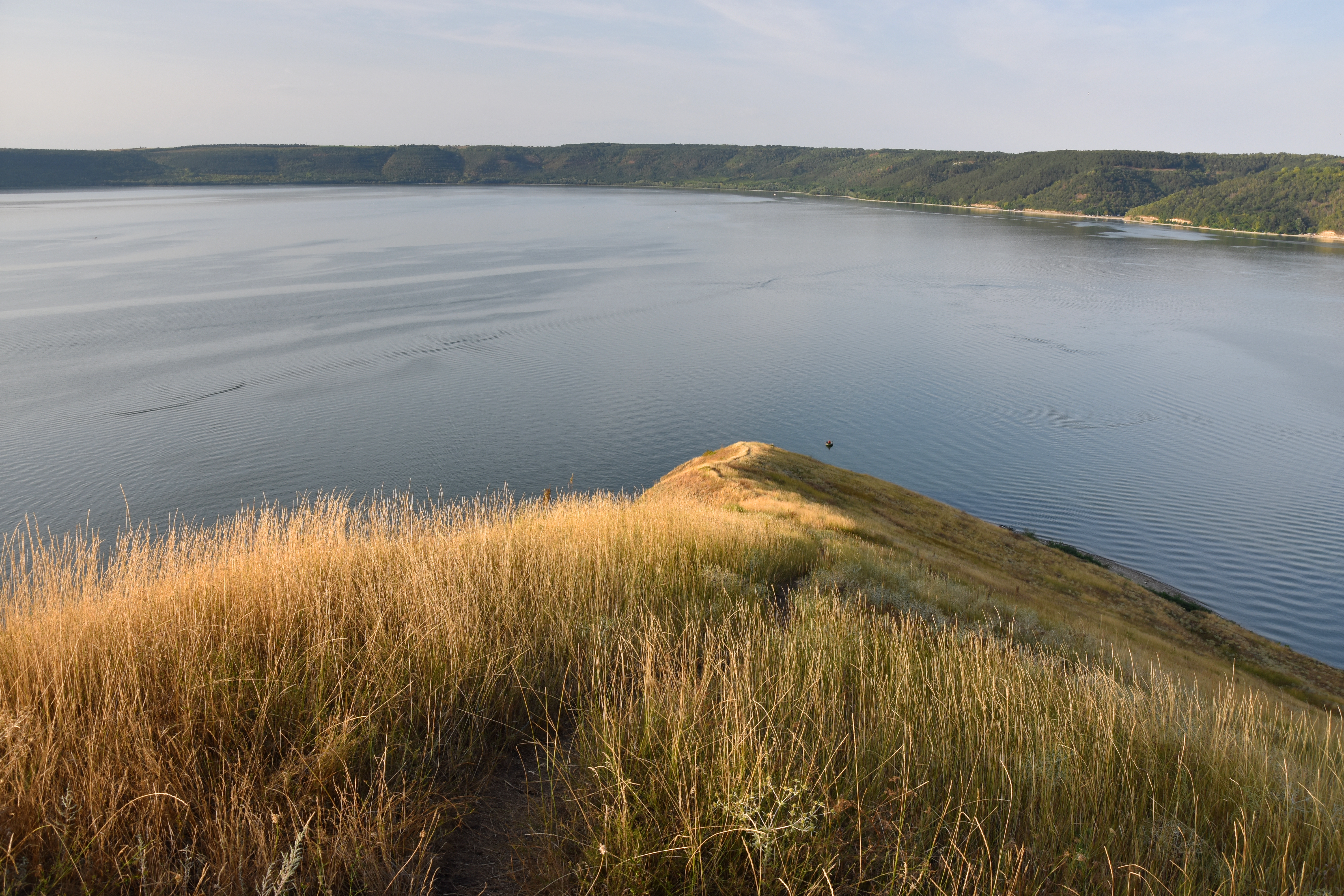
Оглядовий майданчик біля Комарів

На полі між селами Комарів та Дністрівка розкопані археологами залишки склоробні пізньоримських часів (ІІІ-IV ст. н. е.). Це єдина відома давньоримська склоробня, розташована поза межами імперії і чи не єдина на теренах Західної України пам'ятка, пов'язана зі Стародавнім Римом.

## Відомі люди
- Валігурський Василь Арсенович (нар. 12 травня 1938, с. Комарів) — український журналіст, публіцист, редактор. Член Національної спілки журналістів України. Закінчив відділення журналістики ВПШ при ЦК КПРС. Працював у Кельменецькій районній газеті «Наддністрянська правда», з 1970 року очолював колектив Сторожинецької районної газети «Радянське село» — «Рідний край». Нагороджений медаллю «За трудову відзнаку»[9][10][11].
- Доцин Іван Васильович (нар. 1958) — український журналіст, видавець, краєзнавець.